# Aalborg BK
Der Aalborg Boldspilklub (kurz AaB – Das Doppel-A hatte im dänischen Alphabet bis zur Einführung des Å den Status eines eigenen Buchstabens), übersetzt Ballspielverein Aalborg, ist ein Sportverein im dänischen Aalborg. Im Verein, der ursprünglich als Cricketklub gegründet wurde, spielen die Mitglieder heute unter anderem Fußball, Eishockey und Handball. Besonders die Fußballmannschaft, die vier Mal dänischer Meister wurde, ist international bekannt.

## Geschichte

### 1885 bis 1944: Entstehung
AaB wurde am 13. Mai 1885 als Aalborg Cricketklub gegründet. Die Gründungsväter waren dabei in erster Linie englische Ingenieure, die in dieser Zeit das Eisenbahnnetz Jütlands aufbauten und sich einen Sportverein nach heimischem Vorbild wünschten. Diesem englischen Einfluss ist es auch zu verdanken, dass dort schon wenige Jahre später Fußball gespielt wurde. Konsequenterweise wurde der Cricketklub 1906 in Aalborg Boldspilklub umbenannt. Zunächst spielten die AaB-Mannschaften in dunkelblauen Hemden mit einem roten Bruststreifen. Die heutige Spielkleidung – rot-weiß längsgestreiftes Hemd mit weißer Hose – hatte man sich der Legende nach bei BK Skjold, einem Kopenhagener Verein, abgeschaut. 1920 wurde das Aalborg Stadion (heute: Aalborg Parken) eröffnet, in dem der Verein noch heute spielt. Die Fans schwören auf die gute Stimmung im Stadion, das zentrumsnah liegt und keine Aschenbahn hat. In den folgenden Jahrzehnten waren bei AaB keine großen sportlichen Ambitionen erkennbar.

### 1945 bis 1990: Profifußball in der 1. Division
Von 1945 bis 1990 war die 1. Division die höchste Liga im dänischen Fußball. Als ein Gründungsmitglied, hielt Aalborg 1945/46 knapp die Klasse und sicherte sich mit nur einem Punkt mehr auf den zehnten und damit als Absteiger feststehenden Klub Boldklubben 1909. Mit nur neunzehn eigenen Treffern stellte AaB den schwächsten Angriff der Liga. Im Folgejahr konnte das Team den Klassenerhalt jedoch nicht schaffen, so dass man mit nur neun Zählern aus achtzehn Begegnungen abstieg. 1958 wurde die von Sommer bis Sommer gehende Saison an den Kalender angepasst und in diesem ausgespielt. Erst nach Ablauf der Spielzeit 1962 schaffte Aalborg den Wiederaufstieg, konnte sich aber in der Comeback-Saison nicht in der 1. Division halten. Nach nur einem Jahr in der zweiten Liga kehrten die AaB-Kicker zur Saison 1965 wieder ins Oberhaus zurück und belegten auf Anhieb Rang sieben und platzierten sich damit im gesicherten Mittelfeld. Mit insgesamt 21 Punkten auf der Haben-Seite erspielte sich der Klub so viele wie noch nie in der 1. Liga. 1967 verbesserte die Mannschaft diese Leistung auf 23 Punkte und Platz fünf. Mit Henning Munk Jensen stellte man 1968 zudem den Fußballer des Jahres in Dänemark. Wiederum zwei Jahre darauf, wurde Aalborg sogar dritter und musste sich nur Meister B 1903 Kopenhagen und Kjøbenhavns Boldklub geschlagen geben. Im Spieljahr 1971 folgte der erneute Abstieg in die Zweitklassigkeit, wovon sich Verein und Team aber schnell erholte und bereits 1973 wieder in der 1. Division spielte. Diese wurde 1975 auf 16 Mannschaften aufgestockt, wobei AaB siebter und im Jahr darauf vierter wurde. Diesen guten Ergebnissen folgte 1977 die Ernüchterung und BK musste zum vierten Mal den Gang in Liga zwei antreten, sicherte sich aber den sofortigen Wiederaufstieg. Mit dem schlechtesten Abschlussergebnis beendete Aalborg dann 1980 ihre Saison. Nur sechs Punkte und 85 Gegentore in dreißig Spielen bedeuteten Liganegativrekord. Dieser Abstieg bedeute einen sportlichen Bruch und erst mit Abschluss der Saison 1986, als man zweiter hinter Herfølge BK in der 2. Division wurde, schaffte es der Klub wieder im dänischen Oberhaus einzuziehen. Bis 1989 sicherte sich der Verein jährlich knapp den Klassenerhalt. Als es 1990 fest stand eine neue Liga zu gründen, musste die Mannschaft mindestens Rang acht erspielen, um sich den Einzug in diese zu sichern. Es reichte jedoch nur zu Platz zehn, was jedoch einen Einzug in Relegationsspiele gegen Zweitligisten ermöglichte. Dort setzte sich Aalborg dann mit 4:0 und 6:5 gegen Boldklubben 1909 durch.
Zu den größten Erfolgen der Jahre zwischen 1945 und 1990 gehören die die Gewinne der Landspokalturneringen 1966 und 1970. Allerdings hatten die Aalborger mehr Leid als Freud mit diesem Wettbewerb: trotz bisher neun Finalteilnahmen konnten sie nur zwei Mal gewinnen. Mit inzwischen sechs Finalniederlagen in Folge haben sie sich den Ruf des Pechvogels oder des „ewigen Zweiten“ erworben.

### 1991 bis 2010: Einführung der Superliga und nationale Etablierung
1991, in der gerade neu geschaffenen Superliga, spielte der Klub lange gegen den Abstieg. Bei nur zehn Mannschaften erarbeitet sich das Team dann aber einen Zwei-Punkte-Vorsprung auf Silkeborg IF, dem Relegationsteilnehmer um den Verbleib in der höchsten dänischen Fußball-Liga. Mit 29 eigenen Treffen stellte die Mannschaft zwar den zweitgefährlichsten Angriff, allerdings mit 33 Gegentoren auch die anfälligste Defensive (zusammen Silkeborg IF) der Superliga. Ab Sommer 1991 wurde der Spielmodus in Dänemark geändert. Zuvor erreichte man aber noch das Finale um den nationalen Pokal. Nach 0:0 in der regulären Spielzeit gegen Odense BK scheiterte die Mannschaft dann aber mit 3:4 nach Elfmeterschießen. In der Spielzeit 1991/92 wurde die Meisterschaft in zwei Runden ausgetragen. In der Herbstsaison gelang Aalborg Platz vier, wodurch sie sich für die Frühjahr-Runde qualifizierte. Dort reichte es dann aber nur zu Rang fünf, womit man sich nicht für einen internationalen Wettbewerb qualifizieren konnte. Mit Peter Møller hatte man allerdings den besten Angreifer der Liga in den eigenen Reihen. Im Folgejahr schaffte der Verein dann die Teilnahme für die UEFA-Pokal-Saison 1993/94. Peter Møller konnte zudem seinen Titel mit 22 Treffern verteidigen. Zudem stand man erneut Odense im Pokalfinale gegenüber, musste sich dann aber zum zweiten Mal geschlagen geben, nachdem die Mannschaft 0:2 unterlag. Im UEFA-Cup setzte es nach einem überraschenden 1:0-Hinspielsieg in der ersten Runde gegen Deportivo La Coruña eine 0:5-Niederlage in der Rückbegegnung, wodurch man ausschied. Zur Saison 1994/95 gelang dem Klub der nationale Coup. Nach der Herbstsaison, in der man Zweiter wurde, setzte sich die Mannschaft gegen Brøndby IF, Vorjahresmeister Silkeborg IF und fünf weitere Teams durch und wurde erstmals in der Vereinsgeschichte dänischer Meister. In den darauf folgenden Qualifikationsspielen zur Champions League konnten sich die Dänen zwar nicht gegen Dynamo Kiew durchsetzen, rückten schließlich aber doch in die Hauptrunde vor, nachdem sich herausgestellt hatte, dass die Ukrainer versucht hatten, den Schiedsrichter unter anderem mit einem Pelzmantel zu bestechen. In der Gruppenphase traf die Mannschaft dann auf die Teams von Panathinaikos Athen, FC Nantes und FC Porto. Mit einem Torverhältnis von 5:12 und nur vier Punkten aus sechs Spielen schied die Mannschaft deutlich nach der Vorrunde aus. Den ersten Sieg in der Champions League feierte der Verein am 25. Oktober 1995 gegen den griechischen Klub Panathinaikos, als man sich vor heimischen Publikum 2:1 durchsetzte. Es war zudem die einzige Niederlage für den Athener Klub in der Gruppenphase. 1996 wurde der in den 1970er Jahren für den Klub als Spieler aktiv gewesenen Lynge Jakobsen für den Posten des Sportdirektors verpflichtet. Unter ihm wurden in der Folgezeit weitere Erfolge gefeiert. Nach der zweiten Meisterschaft 1999 traf man pikanterweise erneut auf Kiew – und verlor – diesmal auch ohne Pelz. Die weiteren internationalen Auftritte im UEFA-Pokal und dem Europapokal der Pokalsieger endeten meist in der ersten Runde. Dennoch schaffte es AaB, sich unter den besten Mannschaften Dänemarks zu etablieren und auch wirtschaftlich zu prosperieren: Seit 1999 ist die Lizenzspielerabteilung AaB Sports A/S als Aktiengesellschaft an der Börse in Kopenhagen gelistet. 2007 gewann der Verein den UEFA Intertoto Cup und qualifizierte sich somit für den UEFA-Pokal. 2008 konnte sich der Verein über die Qualifikationsspiele für die Gruppenphase der Champions League qualifizieren. Zuvor gewann man die Dänische Superliga 2007/08 souverän mit neun Punkten Vorsprung auf Vizemeister FC Midtjylland. Mit Jeppe Curth stellte der Klub zudem dem besten Angreifer der Liga. Ihm gelangen 17 Treffer in 33 Begegnungen.

### 2011 bis heute: Aktuelle Entwicklung
Seit Beginn der Saison 2010/11 kämpfte das Team von Trainer Magnus Pehrsson gegen den Abstieg. Bereits im Oktober wurde mit Kent Nielsen ein neuer Mann für die Seitenlinie geholt, um die Bedrohung abzuwenden. Vor dem 33. Spieltag hatte der Aalborg BK drei Punkte Vorsprung auf einen Abstiegsplatz. Am letzten Spieltag, der am 29. Mai 2011 stattfand, war das Team allerdings zu Gast beim FC Kopenhagen, dem späteren Meister. Das Spiel ging 2:0 verloren. Doch das Glück lag dennoch auf Seiten von Aalborg. Denn der Randers FC kam im heimischen Stadion nicht über 2:2-Unentschieden gegen Esbjerg fB hinaus. Genau diese beiden Mannschaften belegten die beiden Abstiegsplätze, womit der Aalborg BK trotz Niederlage den Klassenerhalt schaffte.
In der Saison 2013/14 wurde Aalborg BK zum vierten Mal dänischer Meister. Nachdem der Verein nach der Saison 2022/23 abgestiegen war, gelang in der Folgesaison der direkter Wiederaufstieg.

## Engagement von Sports Strategy Excellence 22
Im März 2023 beteiligte sich die in Hamburg ansässige Investorengruppe Sports Strategy Excellence 22 (SSE22) an Aalborg BK. Durch eine Kapitalerhöhung erwarb SSE22 rund 20 % der Aktien des Vereins zu einem Preis von 44,26 DKK pro Aktie und stellte damit 14,88 Millionen DKK frisches Kapital zur Verfügung.
Im März 2024 übte SSE22 eine Option aus und erwarb zusätzliche 1.025.727 Aktien, wodurch sich der Anteil auf 50,5 % erhöhte. Im Rahmen dieser Transaktion flossen weitere 45,4 Millionen DKK in den Verein.
Hinter SSE22 stehen erfahrene Persönlichkeiten des internationalen Fußballs, darunter der ehemalige deutsche Nationalspieler Thomas Hitzlsperger und der langjährige Sportdirektor Bernhard Peters.

## Erfolge
- Dänischer Meister (4): 1995, 1999, 2008, 2014
- Dänischer Pokalsieger (3): 1966, 1970, 2014

## Europapokalbilanz
| Saison    | Wettbewerb                  | Runde                  | Gegner              | Gesamt          | Hin     | Rück          |
| --------- | --------------------------- | ---------------------- | ------------------- | --------------- | ------- | ------------- |
| 1966/67   | Europapokal der Pokalsieger | 1. Runde               | FC Everton          | 0:2             | 0:0 (H) | 0:2 (A)       |
| 1970/71   | Europapokal der Pokalsieger | 1. Runde               | Górnik Zabrze       | 1:9             | 0:1 (H) | 1:8 (A)       |
| 1987/88   | Europapokal der Pokalsieger | 1. Runde               | Hajduk Split        | 1:1 (2:4 i. E.) | 1:0 (H) | 0:1 n. V. (A) |
| 1993/94   | UEFA-Pokal                  | 1. Runde               | Deportivo La Coruña | 1:5             | 1:0 (H) | 0:5 (A)       |
| 1995/96   | UEFA Champions League       | Qualifikation          | Dynamo Kiew         | 1:4             | 0:1 (A) | 1:3 (H)       |
| 1995/96   | UEFA Champions League       | Gruppenphase           | FC Porto            | 2:4             | 0:2 (A) | 2:2 (H)       |
| 1995/96   | UEFA Champions League       | Gruppenphase           | FC Nantes           | 1:5             | 1:3 (A) | 0:2 (H)       |
| 1995/96   | UEFA Champions League       | Gruppenphase           | Panathinaikos Athen | 2:3             | 2:1 (H) | 0:2 (A)       |
| 1996      | UEFA Intertoto Cup          | Gruppenphase           | Hapoel Haifa        | 5:4             | 5:4 (H) |               |
| 1996      | UEFA Intertoto Cup          | Gruppenphase           | VfB Stuttgart       | 1:0             | 1:0 (A) |               |
| 1996      | UEFA Intertoto Cup          | Gruppenphase           | Cliftonville FC     | 4:0             | 4:0 (H) |               |
| 1996      | UEFA Intertoto Cup          | Gruppenphase           | Standard Lüttich    | 0:1             | 0:1 (A) |               |
| 1997      | UEFA Intertoto Cup          | Gruppenphase           | Polonia Warschau    | 2:0             | 2:0 (H) |               |
| 1997      | UEFA Intertoto Cup          | Gruppenphase           | MSV Duisburg        | 0:2             | 0:2 (A) |               |
| 1997      | UEFA Intertoto Cup          | Gruppenphase           | Dinamo-93 Minsk     | 2:1             | 2:1 (H) |               |
| 1997      | UEFA Intertoto Cup          | Gruppenphase           | SC Heerenveen       | 2:8             | 2:8 (A) |               |
| 1999/2000 | UEFA Champions League       | 3. Qualifikationsrunde | Dynamo Kiew         | 3:4             | 1:2 (H) | 2:2 (A)       |
| 1999/2000 | UEFA-Pokal                  | 1. Runde               | Udinese Calcio      | 1:3             | 0:1 (A) | 1:2 (H)       |
| 2000      | UEFA Intertoto Cup          | 2. Runde               | Dinaburg Daugavpils | 1:0             | 0:0 (A) | 1:0 (H)       |
| 2000      | UEFA Intertoto Cup          | 3. Runde               | Udinese Calcio      | 2:3             | 0:2 (H) | 2:1 (A)       |
| 2004/05   | UEFA-Pokal                  | 2. Qualifikationsrunde | FK Žalgiris Vilnius | 3:1             | 3:1 (A) | 0:0 (H)       |
| 2004/05   | UEFA-Pokal                  | 1. Runde               | AJ Auxerre          | 1:3             | 1:1 (H) | 0:2 (A)       |
| 2007      | UEFA Intertoto Cup          | 2. Runde               | FC Honka Espoo      | (a)3:3(a)       | 2:2 (A) | 1:1 (H)       |
| 2007      | UEFA Intertoto Cup          | 3. Runde               | KAA Gent            | 3:2             | 1:1 (A) | 2:1 (H)       |
| 2007/08   | UEFA-Pokal                  | 2. Qualifikationsrunde | HJK Helsinki        | 4:2             | 1:2 (A) | 3:0 (H)       |
| 2007/08   | UEFA-Pokal                  | 1. Runde               | Sampdoria Genua     | (a)2:2(a)       | 2:2 (A) | 0:0 (H)       |
| 2007/08   | UEFA-Pokal                  | Gruppenphase           | RSC Anderlecht      | 1:1             | 1:1 (H) |               |
| 2007/08   | UEFA-Pokal                  | Gruppenphase           | Tottenham Hotspur   | 2:3             | 2:3 (A) |               |
| 2007/08   | UEFA-Pokal                  | Gruppenphase           | FC Getafe           | 1:2             | 1:2 (H) |               |
| 2007/08   | UEFA-Pokal                  | Gruppenphase           | Hapoel Tel Aviv     | 3:1             | 3:1 (A) |               |
| 2008/09   | UEFA Champions League       | 2. Qualifikationsrunde | FK Modriča Maxima   | 7:1             | 5:0 (H) | 2:1 (A)       |
| 2008/09   | UEFA Champions League       | 3. Qualifikationsrunde | FBK Kaunas          | 4:0             | 2:0 (H) | 2:0 (A)       |
| 2008/09   | UEFA Champions League       | Gruppenphase           | Celtic Glasgow      | 2:1             | 0:0 (A) | 2:1 (H)       |
| 2008/09   | UEFA Champions League       | Gruppenphase           | Manchester United   | 2:5             | 0:3 (H) | 2:2 (A)       |
| 2008/09   | UEFA Champions League       | Gruppenphase           | FC Villarreal       | 5:8             | 3:6 (A) | 2:2 (H)       |
| 2008/09   | UEFA-Pokal                  | Sechzehntelfinale      | Deportivo La Coruña | 6:1             | 3:0 (H) | 3:1 (A)       |
| 2008/09   | UEFA-Pokal                  | Achtelfinale           | Manchester City     | 2:2 (3:4 i. E.) | 0:2 (A) | 2:0 n. V. (H) |
| 2009/10   | UEFA Europa League          | 2. Qualifikationsrunde | FK Slavija Sarajevo | 1:3             | 0:0 (H) | 1:3 (A)       |
| 2013/14   | UEFA Europa League          | 2. Qualifikationsrunde | FC Dila Gori        | 0:3             | 0:3 (A) | 0:0 (H)       |
| 2014/15   | UEFA Champions League       | 3. Qualifikationsrunde | Dinamo Zagreb       | 2:1             | 0:1 (H) | 2:0 (A)       |
| 2014/15   | UEFA Champions League       | Play-offs              | APOEL Nikosia       | 1:5             | 1:1 (H) | 0:4 (A)       |
| 2014/15   | UEFA Europa League          | Gruppenphase           | Steaua Bukarest     | 1:6             | 0:6 (A) | 1:0 (H)       |
| 2014/15   | UEFA Europa League          | Gruppenphase           | Rio Ave FC          | 1:2             | 1:0 (H) | 0:2 (A)       |
| 2014/15   | UEFA Europa League          | Gruppenphase           | Dynamo Kiew         | 3:2             | 3:0 (H) | 0:2 (A)       |
| 2014/15   | UEFA Europa League          | Sechzehntelfinale      | FC Brügge           | 1:6             | 1:3 (H) | 0:3 (A)       |

Gesamtbilanz: 78 Spiele, 26 Siege, 19 Unentschieden, 33 Niederlagen, 93:125 Tore (Tordifferenz −32)

## Wissenswertes
- Angreifer Peter Møller war 1992 der erste AaB-Stürmer, der seit Einführung der Superliga die Torschützenkanone gewinnen konnte. Dafür benötigte er 17 Treffer. Er war auch der erste, der diesen Titel verteidigen konnte. Bis 2005, als Steffen Højer zum zweiten Mal hintereinander bester Torschütze war, war Møller der einzige Angreifer überhaupt, der zweimal bester Schütze der Liga war.
- Bis heute (Stand: März 2011) stellte der Aalborg BK insgesamt fünf Mal die besten Torschützen der Superliga. Diese waren:
  - 1992 und 1993: Peter Møller
  - 1995: Erik Bo Andersen
  - 2006: Rade Prica
  - 2007: Jeppe Curth
- Akteur Jimmy Nielsen absolvierte in den Trikots von Aalborg BK und Vejle BK insgesamt 375 Spiele (davon 342 für AaB), was ihm Rang zwei in der Liste für die meisten Partien in der Superliga bescherte.
- Henning Munk Jensen wurde 1968 erster AaB-Spieler, der zum Fußballer des Jahres in Dänemark gewählt wurde. 1975 gelang ihm dies erneut. Einem anderen Aalborg-Akteur wurde diese Ehre bisher noch nicht zu teil.

## Kader der Saison 2025/26
Stand: 1. August 2025
| Nr. |                    | Position | Name             |
| --- | ------------------ | -------- | ---------------- |
| 1   | Deutschland        | TW       | Vincent Müller   |
| 2   | Norwegen           | AB       | Mikkel Kallesøe  |
| 5   | Danemark           | AB       | Marc Nielsen     |
| 6   | Niederlande        | MF       | Mylian Jiménez   |
| 8   | Norwegen           | MF       | Alexander Håpnes |
| 9   | Danemark           | ST       | Nicklas Helenius |
| 10  | Danemark           | MF       | Oliver Ross      |
| 13  | Deutschland        | AB       | Bjarne Pudel     |
| 15  | Danemark           | AB       | Cornelius Olsson |
| 17  | Vereinigte Staaten | ST       | Andres Jasson    |
| 18  | Danemark           | MF       | Andreas Maarup   |
| 19  | Deutschland        | ST       | Aaron Seydel     |
| 21  | Danemark           | MF       | Mads Bomholt     |

| Nr. |                 | Position | Name                |
| --- | --------------- | -------- | ------------------- |
| 22  | Niederlande     | TW       | Rody de Boer        |
| 24  | Schweden        | AB       | Nóel Atli Arnórsson |
| 25  | Danemark        | ST       | Frederik Børsting   |
| 26  | Danemark        | MF       | Marcus Bonde        |
| 27  | Tansania        | AB       | Kelvin John         |
| 28  | Danemark        | MF       | Valdemar Møller     |
| 31  | Danemark        | ST       | Anders Noshe        |
| 32  | Moldau Republik | AB       | Christian Tcacenco  |
| 33  | Schweden        | AB       | Elison Makolli      |
| 35  | Senegal         | AB       | Eugene Amankwah     |
| 37  | Danemark        | ST       | Amar Diagne         |
| 39  | Danemark        | ST       | Bertram Skovgaard   |
| 40  | Danemark        | TW       | Bertil Grønkjær     |

## Ehemalige Spieler
| Name des Spielers   | Zeitraum            | Bemerkung |
| ------------------- | ------------------- | --- |
| Michael Beauchamp   | 2008–2009           | • Zwischen 2006 und 2008 in Deutschland für 1. FC Nürnberg aktiv                                                       |
| Besart Berisha      | 2005                | • Zwischen 2004 und 2007 in Deutschland für Hamburger SV aktiv                                                         |
| Jeppe Curth         | 2005–2014           | • Dänischer Torschützenkönig 2008                                                                                      |
| Jesper Grønkjær     | 1995–1998           | • Zwischen 2005 und 2006 in Deutschland für VfB Stuttgart aktiv                                                        |
| Jes Høgh            | 1987–1991 1994–1995 | • Ehemaliger dänischer Nationalspieler • In Europa u. a. für FC Chelsea und Fenerbahçe Istanbul aktiv                  |
| Henning Munk Jensen | 1965–1970           | • Ehemaliger dänischer Nationalspieler • In Europa u. a. für PSV Eindhoven aktiv                                       |
| Kasper Jensen       | 1995–2002           | • Nur für Jugendmannschaften des Klubs aktiv • In Deutschland u. a. für Werder Bremen II und FC Carl Zeiss Jena aktiv. |
| Christopher Kiwomya | 2008–2009           | • In Europa u. a. für Arsenal London und Le Havre AC aktiv                                                             |
| Túlio de Melo       | 2004–2005           | • In Europa u. a. für Le Mans FC und OSC Lille aktiv                                                                   |
| Peter Møller        | 1990–1993           | • In Europa u. a. für PSV Eindhoven und Real Oviedo aktiv • 1992 und 1993 dänischer Torschützenkönig                   |
| David Nielsen       | 2003–2005           | • Zwischen 1996 und 1997 in Deutschland für Fortuna Düsseldorf aktiv                                                   |
| Jimmy Nielsen       | 1995–2007           | • 342 Ligaspiele in der Superliga für Aalborg BK                                                                       |
| Siyabonga Nomvethe  | 2006–2009           | * Zwischen 1999 und 2012 südafrikanischer Nationalspieler                                                              |
| Rade Prica          | 2006–2008           | • Zwischen 2002 und 2006 in Deutschland für Hansa Rostock aktiv                                                        |
| Peter Rasmussen     | 1988–1989 1991–1997 | • Zwischen 1989 und 1990 in Deutschland für VfB Stuttgart aktiv                                                        |
| Marek Saganowski    | 2008                | • 1997 in Deutschland für Hamburger SV aktiv • Zwischen 1996 und 2012 polnischer Nationalspieler                       |
| Stefan Schmidt      | 2002–2004           | |
| Rasmus Würtz        | 2009–2019           | • ehemaliger dänischer Nationalspieler                                                                                 |
| Ståle Solbakken     | 1998–2000           | • In der Saison 2011/12 Trainer des Bundesligisten 1. FC Köln                                                          |
| Karim Zaza          | 2007–2011           | • 2006–2007 in Deutschland für Rot-Weiss Essen aktiv • Ehemaliger marokkanischer Nationalspieler                       |

## Aalborgs Trainer
| Name des Trainers   | Zeitraum              | Bemerkung                             |
| ------------------- | --------------------- | ------------------------------------- |
| Kaarlo Niilonen     | 01.07.1960–30.06.1968 |                                       |
| Rudolf Strittich    | 01.07.1967–30.06.1970 |                                       |
| Kaarlo Niilonen     | 01.07.1969–31.12.1970 |                                       |
| Kjeld Thorst        | 01.07.1975–30.06.1976 |                                       |
| Poul Erik Andreasen | 01.01.1983–31.12.1984 |                                       |
| Peter Rudbæk        | 01.07.1983–31.12.1989 |                                       |
| Poul Erik Andreasen | 01.07.1990–31.12.1995 | 1995: Gewinn der Superliga (1. Titel) |
| Josef Piontek       | 01.01.1995–31.12.1996 |                                       |
| Hans Backe          | 01.07.1998–30.06.2000 |                                       |
| Peter Rudbæk        | 01.07.2000–30.06.2002 |                                       |
| Poul Erik Andreasen | 01.01.2002–31.12.2003 |                                       |
| Erik Hamrén         | 01.01.2004–31.05.2008 |                                       |
| Bruce Rioch         | 11.06.2008–23.10.2008 |                                       |
| Allan Kuhn          | 24.10.2008–31.12.2008 |                                       |
| Magnus Pehrsson     | 01.01.2009–10.10.2010 |                                       |
| Kent Nielsen        | 11.10.2010–30.06.2015 |                                       |
| Lars Søndergaard    | 01.07.2015–15.12.2016 |                                       |
| Morten Wieghorst    | 02.01.2017–26.11.2018 |                                       |
| Jacob Friis         | 10.12.2018–29.10.2020 |                                       |
| Martí Cifuentes     | 01.01.2021–23.01.2022 |                                       |
| Oscar Hiljemark     | 24.01.2022–08.03.2022 |                                       |
| Lars Friis          | 09.03.2022–14.09.2022 |                                       |
| Erik Hamrén         | 15.09.2022–20.03.2023 |                                       |
| Oscar Hiljemark     | 20.03.2023–16.04.2024 |                                       |
| Menno van Damm      | 26.05.2024–           |                                       |

Quelle: Aalborg BK: Trainer von A-Z auf weltfussball.de

## Eishockeyabteilung
Hauptartikel: AaB Ishockey
Die Eishockeymannschaft von Aalborg BK konnte bisher vier Mal die dänische Eishockeymeisterschaft gewinnen. Zudem wurde die Eishockeyabteilung elf Mal Vizemeister.